# 豊崎愛生のおかえりらじお
『豊崎愛生のおかえりらじお』（とよさきあきの おかえりらじお）は、2010年4月8日から2025年3月27日まで超!A&G+で配信されていた簡易動画付きラジオ番組である。パーソナリティは豊崎愛生。

## 番組概要
2010年3月に終了した『ハンゲーム presents 超!Online Station』の後継番組。豊崎にとって超!A&G+でのレギュラー番組は4つ目（フロート番組やネット番組を含めれば8つ目）、単独で務める生配信番組としては、『豊崎愛生の超ラジ!Girls』以来1年6か月ぶりであった。
リスナーが豊崎の部屋に「帰ってくる」という設定で、フリートークや、リスナーから寄せられたメールを紹介していた。
通常は生配信であったが、年始は録音配信となる場合があった。
2025年3月をもって超!A&G+のサービス終了に伴い、本番組も同月27日配信回をもって終了し、15年の歴史に幕を降ろした。

## 配信概要
配信時間
- 超!A&G+
  - 2010年04月08日 - 2015年10月01日（第1回 - 第287回）

木曜日 22:30 - 23:30 （リピート配信：金曜日 09:00 - 10:00）
  - 2015年10月08日 - 2023年03月30日（第288回 - 第678回）

木曜日 22:00 - 23:00 （リピート配信： 金曜日 10:00 - 11:00）
  - 2023年04月06日 - 2025年03月26日（第679回 - 第782回）

木曜日 22:00 - 23:00
- ニコニコチャンネル セカンドショットちゃんねる（アーカイブ配信）
  - 2023年04月14日 - 2024年06月07日（第680回 - 第740回）
  - 2024年08月23日 - 2025年03月27日（予定）（第751回 - 第782回）

金曜日 22:00 更新（1週間無料配信。期間経過後は有料会員限定で過去配信分聴取可能）
- OPENREC.tv セカンドショットGAME部（アーカイブ配信）
  - 2024年06月20日 - 2024年08月16日（第740回 - 第750回）[注 1]

金曜日 22:00 更新（1週間無料配信。期間経過後は有料会員限定で過去配信分聴取可能）

提供
- マリン・エンタテインメント（- 2015年12月）
- セカンドショット（2016年4月 - ）

テーマソング
- オープニング

Hangover/押尾コータロー、作曲：Kotaro Oshio
- エンディング

いい日だったね。／DEPAPEPE、作曲:DEPAPEPE（第1回 - 第109回）
リンゴのせい／豊崎愛生、作詞：工藤順子、作曲・編曲：小西昭次郎（第110回 - 第138回）
ただいま、おかえり／豊崎愛生、作詞：古屋真、作曲：藤谷一郎、編曲：渡辺剛（第139回 - 第181回）
letter writer／豊崎愛生、作詞・作曲：田淵智也、編曲：関淳二郎（第182回 - 第313回 ）
一千年の散歩中／豊崎愛生、作詞・作曲：安藤裕子、 編曲：森俊之 (第314回 - )※
※第418回は「いい日だったね。／DEPAPEPE、作曲:DEPAPEPE」。

## コーナー
- 「スーパーあきちゃんねる」

豊崎がテレビ観賞する設定で、豊崎扮するテレビ番組出演者が様々な企画を行う。
豊崎自身は「テレビ観賞」している設定のため、企画コーナー自体は事前録音しており、そこに観賞中の豊崎が様々なことをしながら視聴していることになっている。
豊崎がチャンネルを回す順は「子供番組（宇宙人の「ラリルレロー」のセリフ）→音楽番組（スフィア(メンバー個人含む)楽曲のライブ音源）→時代劇（「暴れん坊将軍のテーマ」の前奏）」となっている事が多い。
- エスパー愛生ぉのデキチャウヨイリュージョン!

イリュージョニスト エスパー愛生ぉが視聴者（リスナー）から寄せられた日常の「できるわけないよ」な事柄に挑戦する。
ほとんどの回でエスパー愛生ぉはリスナーからの「できるわけないよ」な事柄を完全に成功させていないため、リスナーや豊崎本人からも突っ込まれている。
- あきの朗読夜話

視聴者（リスナー）から寄せられた「朗読したい良い話」を紹介する。ただし、ほとんどの回で「スマイルゆきん」を朗読している（そのため、「スーパーあきちゃんねるスペシャル」や「ガチンコ総選挙」でも朗読夜話からはゆきんが登場している）。
- トレンド最前線 さきダネ!

豊崎扮する街頭女性「とよさきあき」に気になるトレンドキーワードに関する質問をインタビューする。進行は豊 崎子。
- 巣立っておゆき すだち先生!

豊崎扮するすだち先生が、リスナーから寄せられた後悔・懺悔に「特別授業」で叱咤激励する。

### 過去のコーナー
- 劇団あきの歌謡お悩みゅーじかる

劇団あきのトップスター オカ・エリザベスが視聴者（リスナー）からの悩みに歌で応えていく。正岡エリのお悩み川柳五・七・五が始まったことにより終了した。
- アキネットうふふ

うふふ部長が今流行りの癒しグッズを紹介する。
途中からうふふ部長が腹黒キャラになり、スマイルゆきんに対して「キャラが被っている」と度々文句を付けるようになったため、豊崎がその事で突っ込んでいる。
「スーパーあきちゃんねるガチンコ総選挙」にて獲得票数が最下位となったため、打ち切りが決定した。
- 正岡エリのお悩み川柳 五・七・五

正岡エリが視聴者から送られてくる悩み辛みを五・七・五の川柳で浄化するコーナー。
「スーパーあきちゃんねるガチンコ総選挙」にて獲得票数が最下位となったため、打ち切りが決定した。

#### スーパーあきちゃんねるガチンコ総選挙
第124回（2012年08月16日配信）終了後23:30から2012年09月30日23:59まで、「スーパーあきちゃんねるガチンコ総選挙」が行われた。メールに好きなキャラクターとその理由を1人1票まで書いて投票し、獲得票数が最下位のキャラクターの出演するコーナーが打ち切りになるというルールであった。
第138回（2012年11月22日配信）の番組枠内にて開票結果が配信され、2コーナーの打ち切りが決定した。(本来は1コーナーの予定だったが、最下位が同票だったため、共に打ち切りとなった。)

| 順位 | キャラクター名 | 番組名                                      | 獲得票数 |          |
| ---- | -------------- | ------------------------------------------- | -------- | -------- |
| 1位  | エスパー愛生ぉ | エスパー愛生ぉのデキチャウヨイリュージョン! | 176票    | センター |
| 2位  | 豊崎子         | トレンド最前線 さきダネ!                    | 53票     |          |
| 3位  | スマイルゆきん | あきの朗読夜話                              | 47票     |          |
| 5位  | うふふ部長     | アキネットうふふ                            | 43票     | 打ち切り |
| 5位  | 正岡エリ       | 正岡エリのお悩み川柳 五・七・五             | 43票     | 打ち切り |

### おやすみ前の自由時間
豊崎の自由時間として、豊崎が自由に過ごす。初期の頃は豊崎の友達「なっちゃん」に電話している事が多かったが、最近はなっちゃんとの電話は隔週になっており、隔週で豊崎がゲームに挑戦している。また、スフィアのメンバーに電話をかける事もある。

### 声日記
豊崎の近況などを「日記調」に語っていく。

## ゲスト
電話出演となっているゲストは「おやすみ前の自由時間」にて出演。
- 第12回配信分（2010年06月24日） - 高垣彩陽（電話出演）
- 第24回配信分（2010年09月16日） - 寿美菜子（電話出演）
- 第30回配信分（2010年10月28日） - 日笠陽子（簡易動画）
- 第31回配信分（2010年11月04日） - 戸松遥（電話出演）
- 第32回配信分（2010年11月11日） - 高垣彩陽（電話出演）
- 第33回配信分（2010年11月18日） - 寿美菜子（電話出演）
- 第100回配信分（2012年03月01日） - 高垣彩陽
- 第128回配信分（2012年09月13日） - 寿美菜子
- 第134回配信分（2012年10月25日） - 佐藤聡美[7]（簡易動画）
- 第144回配信分（2013年01月03日） - なっちゃん（豊崎のゲームの対戦相手として収録に参加）
- 第159回配信分（2013年04月18日） - 高垣彩陽
- 第186回配信分（2013年10月24日） - 荻原秀樹、井澤詩織（簡易動画）
- 第238回配信分（2014年10月23日） - 伊藤かな恵（簡易動画）
- 第269回配信分（2015年05月28日） - 小松未可子
- 第274回配信分（2015年07月02日） - 新井里美
- 第281回配信分（2015年08月20日） - 田所あずさ
- 第290回配信分（2015年10月22日） - 三森すずこ（簡易動画）
- 第296回配信分（2015年12月03日） - 寿美菜子（代理パーソナリティ）
- 第306回配信分（2016年02月11日） - 戸松遥（一部手元を映した簡易動画）
- 第307回配信分（2016年02月18日） - 加藤英美里（一部手元を映した簡易動画）
- 第309回配信分（2016年03月03日） - 寿美菜子
- 第343回配信分（2016年10月27日） - 藤田咲（簡易動画）
- 第383回配信分（2017年08月03日） - 高垣彩陽
- 第384回配信分（2017年08月10日） - 日笠陽子（イベントのダイジェスト）
- 第385回配信分（2017年08月17日） - 伊藤かな恵（イベントのダイジェスト）
- 第389回配信分（2017年09月14日） - 寿美菜子
- 第399回配信分（2017年11月23日） - 伊藤かな恵（一部手元を映した簡易動画）
- 第401回配信分（2017年12月07日） - Gom
- 第407回配信分（2018年01月18日） - 寿美菜子
- 第422回配信分（2018年05月03日） - 戸松遥（一部手元を映した簡易動画）
- 第427回配信分（2018年06月07日） - halca
- 第432回配信分（2018年07月12日） - 加藤英美里（イベントのダイジェスト）
- 第433回配信分（2018年07月19日） - 夏川椎菜
- 第434回配信分（2018年07月26日） - 佐藤聡美（イベントのダイジェスト）
- 第448回配信分（2018年11月01日） - 阿澄佳奈（簡易動画）
- 第457回配信分（2019年01月03日） - 戸松遥
- 第458回配信分（2019年01月10日） - 寿美菜子
- 第491回配信分（2019年08月29日） - 伊藤かな恵
- 第517回配信分（2020年02月27日） - CHiCO
- 第519回配信分（2020年03月12日） - halca
- 第577回配信分（2021年04月22日）- 高垣彩陽
- 第579回配信分（2021年05月06日） - CHiCO
- 第581回配信分（2021年05月20日） - 鷲崎健
- 第582回配信分（2021年05月27日） - halca
- 第589回配信分（2021年07月15日） - 石原夏織
- 第604回配信分（2021年10月28日） - 菅野真衣、高尾奏音
- 第612回配信分（2021年12月23日） - 寿美菜子（簡易動画）
- 第619回配信分（2022年02月10日） - 宮沢小春
- 第620回配信分（2022年02月17日） - 橘美來
- 第621回配信分（2022年02月24日） - 日向もか
- 第622回配信分（2022年03月03日） - 夏目ここな
- 第623回配信分（2022年03月10日） - 相川奏多（収録出演）
- 第628回配信分（2022年04月14日） - 熊田茜音
- 第658回配信分（2022年11月10日） - 豊田萌絵
- 第672回配信分（2023年02月16日） - 熊田茜音、ニノミヤユイ
- 第675回配信分（2023年03月09日） - 花冷え。（メンバー2名出演／ユキナ、マツリ）
- 第681回配信分（2023年04月20日） - 寿美菜子（簡易動画）
- 第682回配信分（2023年04月27日） - Machico
- 第689回配信分（2023年06月15日） - 寿美菜子（代理パーソナリティ）
- 第694回配信分（2023年07月20日） - CHiCO
- 第695回配信分（2023年07月27日） - 戸松遥
- 第703回配信分（2023年09月21日） - 橘美來、日向もか
- 第707回配信分（2023年10月19日） - 寿美菜子
- 第708回配信分（2023年10月26日） - 板倉俊之（インパルスのメンバー）
- 第710回配信分（2023年11月09日） - CHiCO
- 第723回配信分（2024年02月08日） - CHiCO
- 第724回配信分（2024年02月15日） - 高垣彩陽、寿美菜子
- 第728回配信分（2024年03月14日） - 駒形友梨
- 第738回配信分（2024年05月23日） - Machico
- 第741回配信分（2024年06月13日） - 高垣彩陽
- 第760回配信分（2024年10月24日） - 井澤詩織、橘美來（簡易動画）
- 第774回配信分（2025年01月30日） - 巻野椿、宮永紗良（ミュージックレイン4期生）
- 第778回配信分（2025年02月27日） - スフィア（豊崎も含めてメンバー総出演／寿美菜子、高垣彩陽、戸松遥）

## 関連グッズ
- しおり

番組ロゴが書かれたしおりで、番組内でメールが紹介されるとノベルティとしてプレゼントされる。
- 雨とよだれがたれる傘

折りたたみ傘。傘を開くと豊崎自身がデザインした「よだれむし」が書かれている。色は赤、黒、紺、ベージュ、エメラルドの5色。
- 豊崎愛生のおかえりらじお〜スーパーあきちゃんねるSP〜

番組内の「スーパーあきちゃんねる」の総集編と、出演者のトークが収録されている。マリン・エンタテインメント提供時代はvol.10まで発売され、セカンドショット提供時代は「せかんどしーずん」とサブタイトルが追加された上で現在Vol.6まで発売されている。

## 関連番組
豊崎愛生のおからじ!
2011年4月9日から2011年4月30日まで文化放送「A&G 超RADIO SHOW〜アニスパ!〜」（土曜日 21:00 - 23:00）内で放送されていたフロート番組。22:05頃 - 22:13頃に放送されていた。全3回。